# Winkte
lkt. Winkte (također se piše lkt. wíŋtke) je sažeti oblik stare riječi Lakota, lkt. winyanktehca, što znači '[želi] biti poput žene'. Povijesno, lkt. winkte smatrani su socijalnom kategorijom muškaraca koji prihvaćaju odjeću, posao i manire koje kultura Lakota obično smatra ženskim. U suvremenoj kulturi Lakota, lkt. winkte obično se koristi za označavanje homoseksualnog muškarca, bez obzira na to je li taj muškarac na druge načine neskladan s rodom. Oni se mogu ili ne moraju smatrati dijelom uobičajenih homoseksualnih, LGBT ili panindijskih zajednica dvoduha. Povijesno gledano, ponekad je smjer usvajanja socijalnih i duhovnih aspekata ove uloge došao u nizu snova.
Iako se povijesni podaci o njihovom statusu razlikuju, većina izvora tretira lkt. winkte kao redovne članove zajednice, koji ni na koji način marginalizirani zbog svog statusa. Po ostalim izvorima, lkt. winkte su sveti, zauzima liminalno, trećerodnu ulogu u kulturi, a rođeni su da ispune ceremonijalne uloge koje ne mogu ispuniti ni muškarci ni žene. U suvremenim zajednicama Lakota, stavovi prema lkt. winkte variraju od prihvaćanja do homofobije.